# Marc Pfertzel
Marc Pfertzel (* 21. Mai 1981 in Mülhausen) ist ein französischer ehemaliger Fußballspieler, der zuletzt beim SV Sandhausen unter Vertrag stand.

## Karriere
Pfertzel ist Außenverteidiger, der auch im rechten Mittelfeld oder als Linksverteidiger eingesetzt werden kann. Er stammt aus der Jugendabteilung des FC Mulhouse. Von dort wechselte er 1997 in die Schweiz zum FC Basel, bei dem er bis zum Ende des Jahres 2000 blieb. Zur Rückrunde 2000/01 schloss sich Pfertzel dem FC Sochaux an, verließ den Verein aber zum Saisonende wieder zum Ligue-2-Klub ES Troyes AC. Zu Beginn der Saison 2002/03 unterschrieb er einen Vertrag beim Drittligisten FC Sète 34. Im Juli 2003 ging er nach Italien zur AS Livorno. Mit diesem Verein stieg Pfertzel 2004 in die Serie A auf und war dort Stammspieler.
Zur Saison 2007/08 wechselte er nach Deutschland und ging in die Bundesliga zum VfL Bochum. Er unterschrieb einen Vierjahresvertrag, der für die erste und zweite Bundesliga gültig war. In seiner ersten Saison für den VfL Bochum kam er zu 28 Einsätzen und drei Torvorlagen; am Ende der Saison stand der Klassenerhalt. Am 14. September 2008 erzielte er beim 2:0 gegen Arminia Bielefeld am vierten Spieltag sein erstes Tor für den VfL. Pfertzel kam zu 28 Einsätzen und je zwei Torvorlagen und Toren; am Ende der Saison stand der erneute Klassenerhalt. In der Folgesaison spielte er nur 18-mal und stieg mit dem VfL Bochum aus der Bundesliga ab. In der Hinrunde der Zweitligasaison 2010/11 spielte Pfertzel nur dreimal.
Im Winter 2011 wechselte Pfertzel zum griechischen Erstligisten AO Kavala. Am 16. Januar 2011 gab er bei der 2:4-Niederlage am 18. Spieltag im Auswärtsspiel gegen Panathinaikos Athen sein Debüt für AO Kavala. Sieben Tage später gelang ihm am 19. Spieltag gegen Iraklis Thessaloniki mit dem Tor zum 3:0-Endstand in der vierten Minute der Nachspielzeit sein erstes Tor. Pfertzel spielte in elf Spielen und erzielte ein Tor.
Im Sommer 2011 kehrte Marc Pfertzel nach Deutschland zurück und unterschrieb einen Vertrag beim 1. FC Union Berlin für die 2. Bundesliga. Sein Debüt gab er am 15. Juli 2011 beim 1:1 am ersten Spieltag der Saison 2011/12 im Auswärtsspiel gegen den FSV Frankfurt. Am 25. November 2011 erzielte Pfertzel mit dem Tor zum 1:0 in der 49. Minute beim 5:2-Sieg am 16. Spieltag beim FC Hansa Rostock sein erstes Tor für den 1. FC Union Berlin. Bei den Berlinern gehörte er in seiner Debütsaison zu den Stammkräften und bestritt 29 Ligaspiele, in denen er ein Tor erzielte. In der Folgesaison spielte er in 27 Partien und erzielte ebenfalls ein Tor. In der Saison 2013/14 spielte Pfertzel 31-mal.
Nach drei Jahren bei Union wechselte Pfertzel zur Saison 2014/15 zum Ligakonkurrenten SV Sandhausen. Am 10. August 2014 gab er beim 1:1 am zweiten Spieltag im Spiel gegen den 1. FC Kaiserslautern sein Debüt; er spielte 78 Minuten und wurde dann durch Lukas Kübler ersetzt. Am Ende der Spielzeit beendete er nach nur acht Ligaeinsätzen für Sandhausen seine Karriere.

## Erfolge
- Aufstieg in die Serie A 2004 mit AS Livorno